# Opération Surgeon
L’opération Surgeon était un programme britannique après la Seconde Guerre mondiale pour exploiter l'aéronautique allemande et empêcher l’accès à l'Union soviétique aux compétences techniques allemandes.
Une liste de 1 500 scientifiques et techniciens allemands fut établie. L’opération consistait à emmener de gré ou de force les scientifiques allemands afin de réduire le risque qu'ils tombent dans les mains de l'ennemi.
On craignait que, s'ils pouvaient rester en Allemagne, ils pourraient permettre à l'Union soviétique de « réaliser une force de bombardement à longue portée supérieure à toute autre dans le monde ».
Parmi les scientifiques enlevés dans les années 1946-1947, 100 choisirent de travailler pour le Royaume-Uni.
Beaucoup de scientifiques recensés avaient, déjà au début de l'opération, offert leurs services aux pays du Commonwealth britannique, à la Suède, à la Suisse, au Brésil et en Amérique du Sud, et considéraient qu'ils ne travailleraient pour l'Union soviétique qu’en dernier ressort s'ils ne pouvaient travailler en Allemagne ou étaient incapables de trouver un emploi ailleurs à l'Ouest.
Les rapports britanniques de l'opération furent publiés en 2006.